# Clarksville, Iowa
Clarksville là một thành phố thuộc quận Butler, tiểu bang Iowa, Hoa Kỳ. Năm 2010, dân số của thành phố này là 1439 người.

## Dân số
Dân số qua các năm:
- Năm 2000: 1441 người.
- Năm 2010: 1439 người.